# Would you believe?
Would you believe? Is het vierde studioalbum van The Hollies, het verscheen in juni 1966. De Amerikaanse versie verscheen onder Beat Group! Het album liet voor wat betreft de muziek een stap in richting van de folkrock dan wel progressieve rock horen. Dat is direct in het eerste nummer te horen. Op Would you believe staan drie covers: Sweet little sixteen van Chuck Berry, I can’t let go van Evie Sands en wellicht de bekendste I am a rock van Simon & Garfunkel. Bovendien staat het nummer Stewball op het album, dat de melodie gaf aan John Lennons Merry Xmas. 
Aan de andere kant werd Fifi the flea gecoverd door de Everly Brothers en kreeg bijvoorbeeld Oriental sadness een meer oosterse klank mee dan toen bij The Hollies gewoon was. Het album verscheen zoals gebruikelijk destijds in een mono- en stereoversie, die later wegens meer dan voldoende ruimte op één compact disc geperst werden. Would you believe? werd ook soms samengeperst met het vorige album.

## Musici
- Allan Clarke – zang, mondharmonica
- Bobby Elliott – slagwerk
- Eric Haydock – basgitaar
- Tony Hicks – eerste gitaar, zang
- Graham Nash – slaggitaar, zang

## Britse/Europese versie

### Muziek
Ransford staat voor het trio Clarke, Hicks, Nash.

| Nr. | Titel                                                                 | eerste stem    | Duur |
| --- | --------------------------------------------------------------------- | -------------- | ---- |
| 1.  | I take what I want (David Porter, Mabon "Teenie" Hodges, Isaac Hayes) | Clarke         | 2:15 |
| 2.  | Hard hard year (Ransford)                                             | Clarke         | 2:13 |
| 3.  | That's how strong my love is (Roosevelt Jamison)                      | Clarke         | 2:42 |
| 4.  | Sweet little sixteen (Chuck Berry)                                    | Clarke         | 2:21 |
| 5.  | Oriental sadness (Ransford)                                           | Clarke en Nash | 2:37 |
| 6.  | I am a rock (Paul Simon)                                              | Clarke         | 2:48 |

| Nr. | Titel                                             | Lead vocals          | Duur |
| --- | ------------------------------------------------- | -------------------- | ---- |
| 7.  | Take your time (Buddy Holly, Norman Petty)        | Clarke               | 2:18 |
| 8.  | Don't you even care (Clint Ballard, Jr.)          | Clarke               | 2:27 |
| 9.  | Fifi the flea (Ransford)                          | Nash                 | 2:05 |
| 10. | Stewball (Bob Yellin, Ralph Rinzler, John Herald) | Clarke Nash en Hicks | 3:05 |
| 11. | I've got a way of my own (Ransford)               | Clarke en Nash       | 2:12 |
| 12. | I can't let go (Chip Taylor, Al Gorgoni)          | Clarke en Nash       | 2:26 |

### Lijst
Het album haalde de 18e plaats in Engeland
| Hitnotering: 16-07-1966 t/m 09-09-1966 | Hitnotering: 16-07-1966 t/m 09-09-1966 | Hitnotering: 16-07-1966 t/m 09-09-1966 | Hitnotering: 16-07-1966 t/m 09-09-1966 | Hitnotering: 16-07-1966 t/m 09-09-1966 | Hitnotering: 16-07-1966 t/m 09-09-1966 | Hitnotering: 16-07-1966 t/m 09-09-1966 | Hitnotering: 16-07-1966 t/m 09-09-1966 | Hitnotering: 16-07-1966 t/m 09-09-1966 | Hitnotering: 16-07-1966 t/m 09-09-1966 |
| Week:                                  | 1                                      | 2                                      | 3                                      | 4                                      | 5                                      | 6                                      | 7                                      | 8                                      |                                        |
| -------------------------------------- | -------------------------------------- | -------------------------------------- | -------------------------------------- | -------------------------------------- | -------------------------------------- | -------------------------------------- | -------------------------------------- | -------------------------------------- | -------------------------------------- |
| Positie:                               | 20                                     | 18                                     | 18                                     | 26                                     | 24                                     | 21                                     | 20                                     | 16                                     | uit                                    |

## Amerikaanse versie
De Amerikaanse versie verscheen onder de titel Beat Group!. Sommige tracks van het originele album verdwenen, ze verschenen later op het min of meer verzamelalbum Bus Stop. De track A taste of honey verscheen wel op Beat Group!, maar moest in de rest van de wereld wachten op een latere uitgave.
| Nr. | Titel                        | Duur |
| --- | ---------------------------- | ---- |
| 1.  | I can't let go               |      |
| 2.  | That's how strong my love is |      |
| 3.  | Running through the night    |      |
| 5.  | Oriental sadness             |      |
| 6.  | A taste of honey             |      |
| 7.  | Mr. Moonlight                |      |

| Nr. | Titel               | Duur |
| --- | ------------------- | ---- |
| 1.  | Don't you even care |      |
| 2.  | Hard, hard year     |      |
| 3.  | Take your time      |      |
| 4.  | Fifi the flea       |      |
| 5.  | I take what I want  |      |